# دهستان کرات
کرات، دهستانی است از توابع بخش مرکزی شهرستان تایباد در استان خراسان رضوی.
این دهستان بر اساس سرشماری سال ۱۳۸۵ جمعیت آن (۲٬۹۷۷ خانوار) ۱۴٬۴۱۱ نفر 

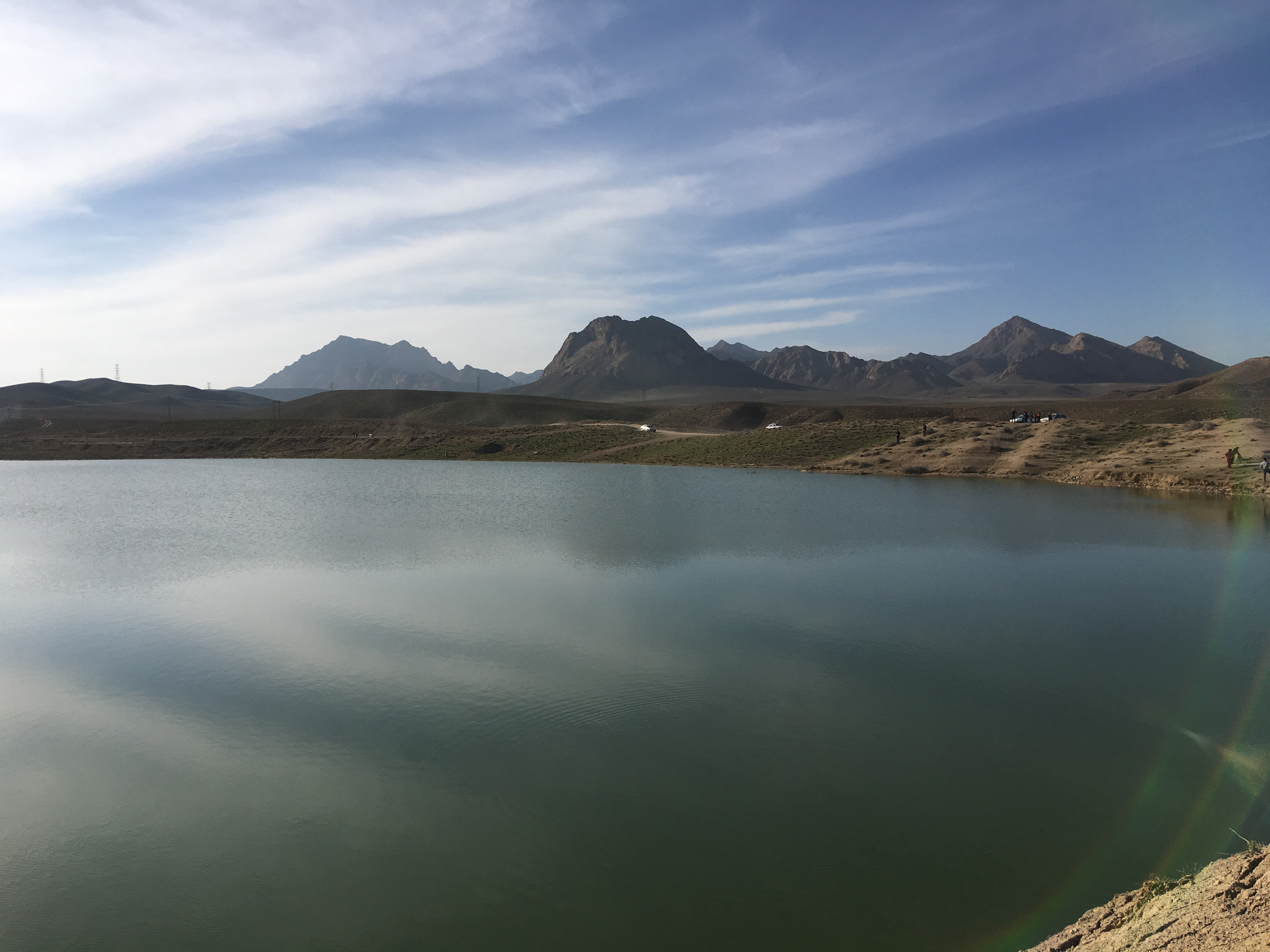
محوطه باستانی دشت کرات

است.